# Basilika St. Peter und Paul (Kruszwica)

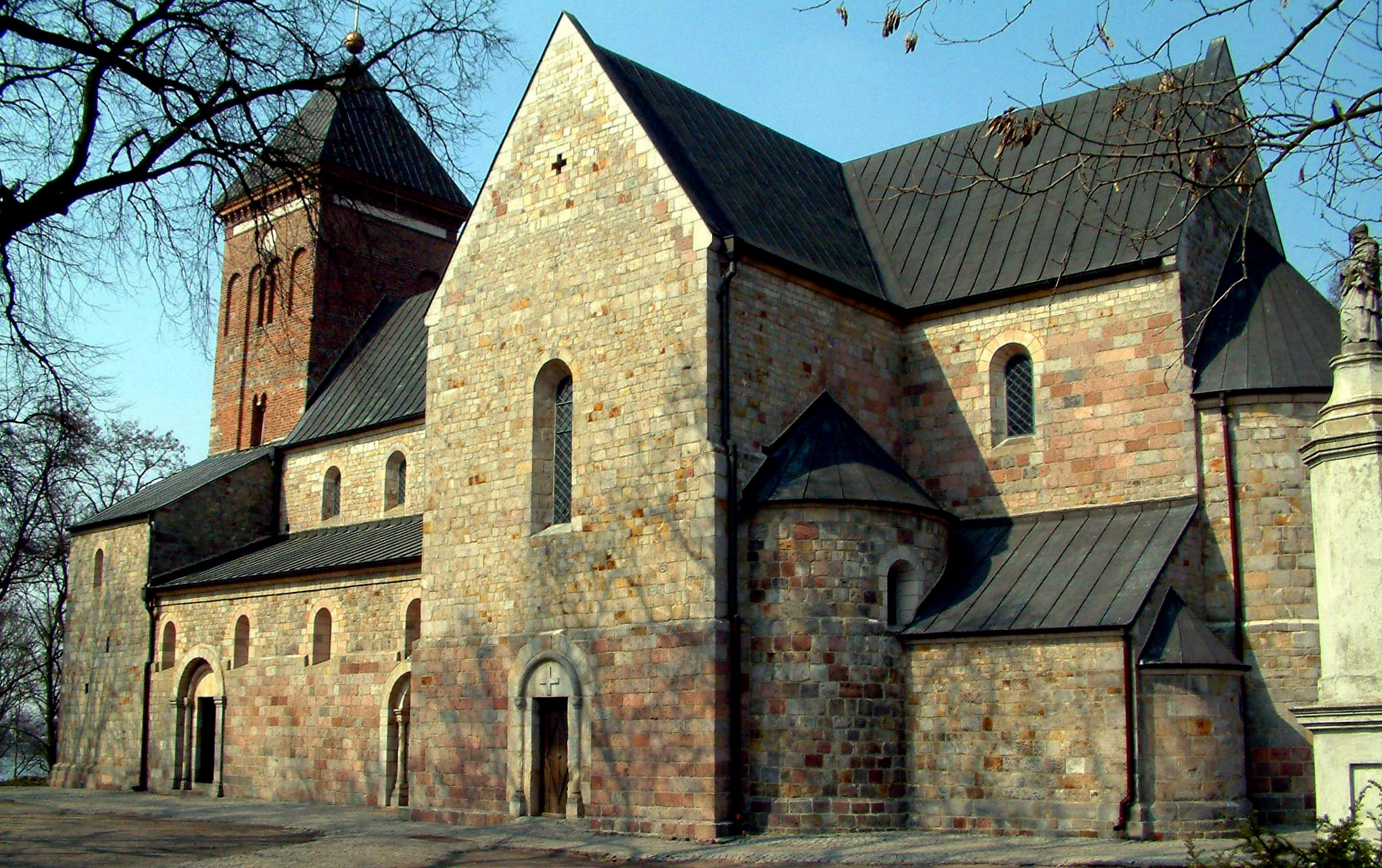
Stiftsbasilika St. Peter und Paul

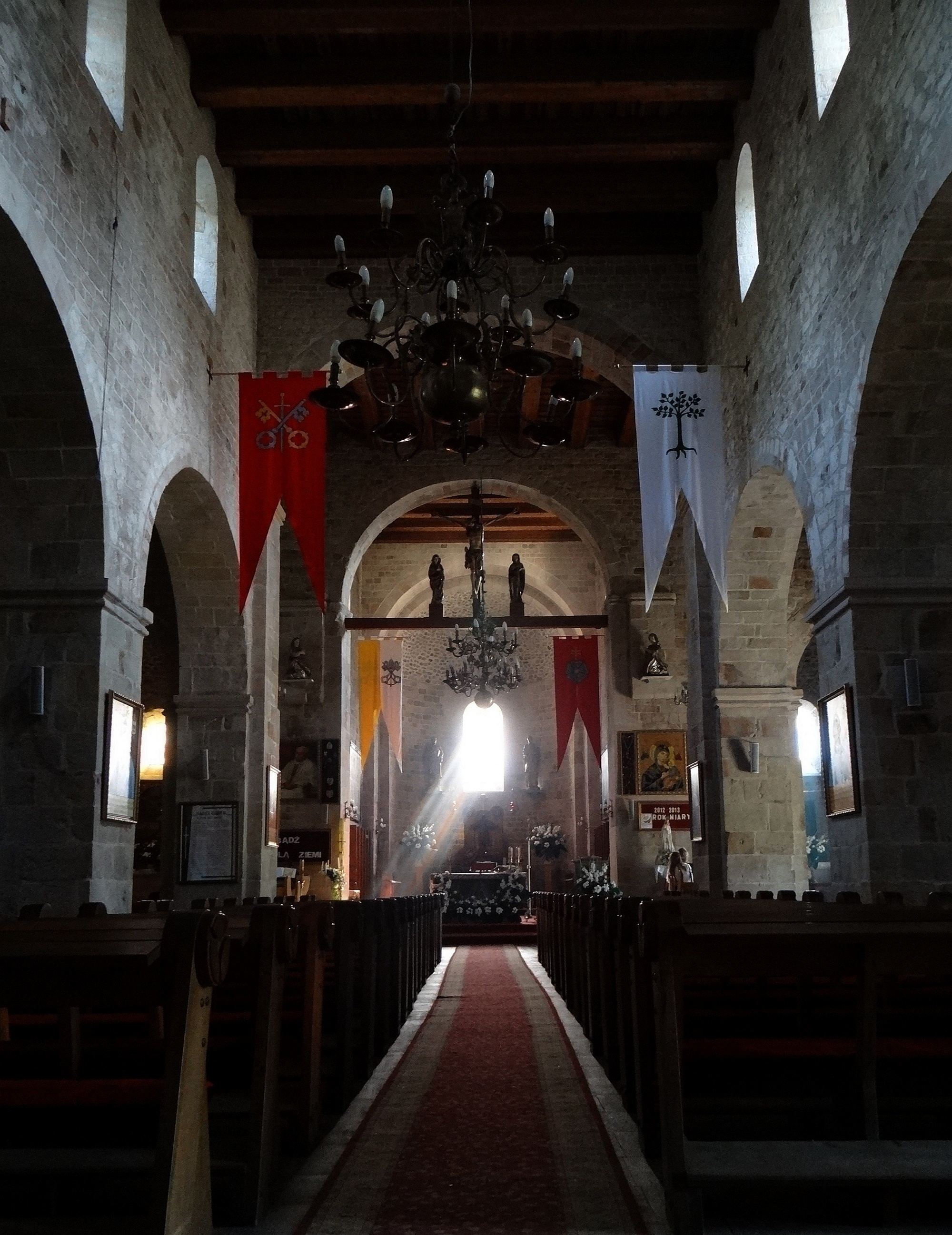
Innenraum

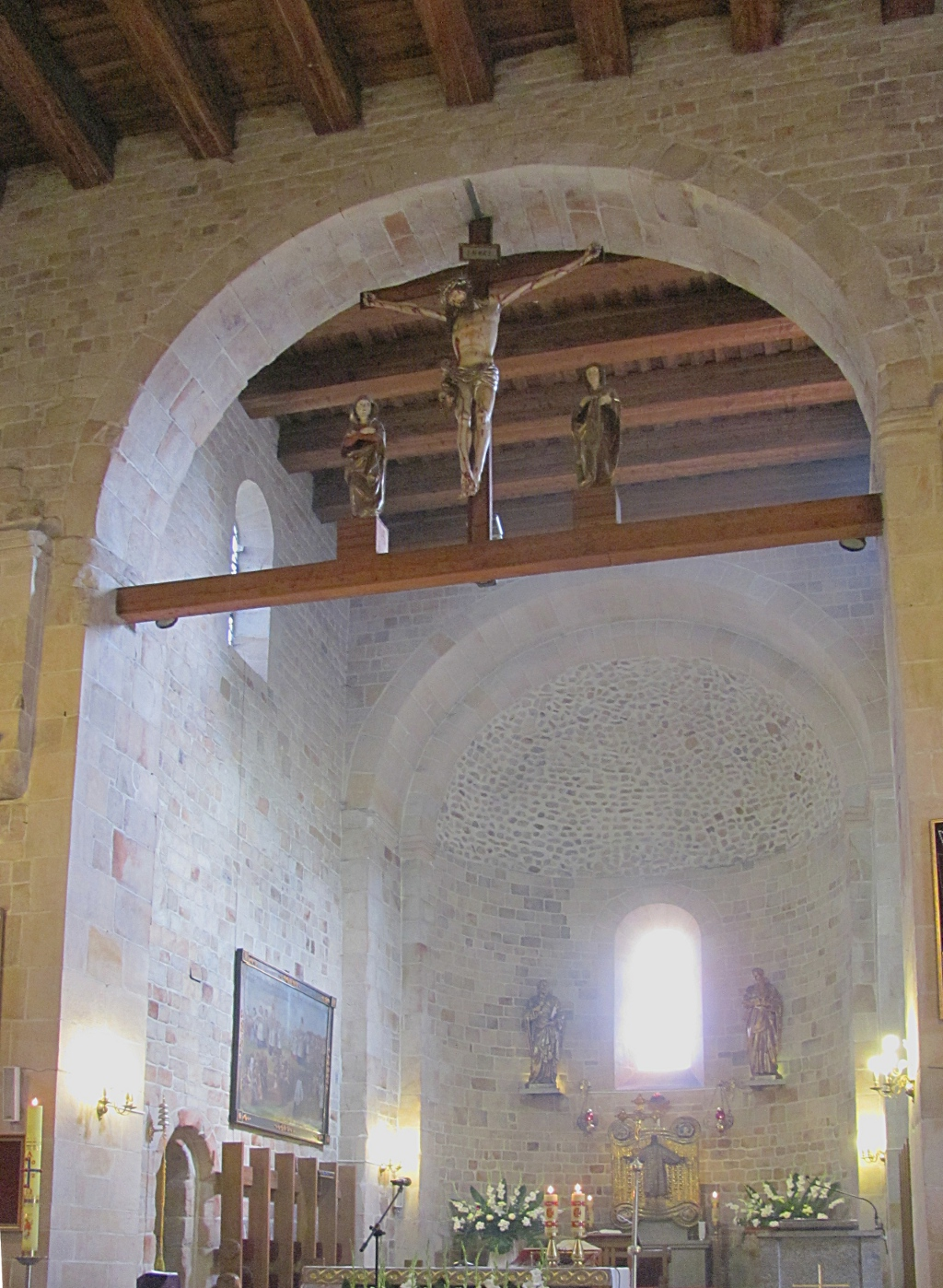
Chorraum mit Kreuzigungsgruppe

Die Basilika St. Peter und Paul (polnisch Bazylika św. Apostołów Piotra i Pawła) ist eine römisch-katholische Kirche in Kruszwica in der Woiwodschaft Kujawien-Pommern, Polen. Die Pfarrkirche des Erzbistums Gniezno trägt den Titel einer Basilica minor. Das romanische Bauwerk stammt aus dem 12. Jahrhundert und ist denkmalgeschützt.

## Geschichte
Die Stiftskirche wurde ab 1120 am Nordende des Gopłosees auf seiner Ostseite gebaut. Sie wurde 1140 geweiht, bis 1148 soll hier der Bischofssitz von Kujawien gewesen sein. Die niedrige Zweiturmfassade wurde im 16. Jahrhundert zugunsten eines höheren Mittelturmes umgebaut. Im 17. und 18. Jahrhundert wurden Barockisierungen mit insgesamt 13 Altären vorgenommen. Nach dem Besuch Friedrich Wilhelms IV. 1836 wurde 1854–1857 im Rahmen der Renovierung eine neogotische Umgestaltung vorgenommen.
Diese über die Jahrhunderte erfolgten Umgestaltungen der Kirche wurden im ersten Schritt nach der Unabhängigkeit 1918 und dann in den 1950er Jahren zugunsten des romanischen Originalstils wieder entfernt. Papst Paul VI. erhob die Kirche 1970 in den Rang einer Basilica minor.
Die Stiftsbasilika liegt am polnischen Jakobsweg von Toruń nach Słubice bei Frankfurt/Oder.

## Architektur
Die dreischiffige Basilika wurde auf dem Grundriss einer geosteten Kreuzkirche erbaut, die mit fünf Apsiden unterschiedlicher Größe schließt. Die Kirche wurde aus Granit- und Sandsteinquadern errichtet, der spätere Kirchturm über dem westlichen Eingang wurde mit Ziegelstein ausgeführt. Die Kirchenschiffe der Pfeilerbasilika wurden ursprünglich mit flachen Holzdecken überspannt, heute sind sie als Stahlbetondecken mit Holzverkleidung ausgeführt. Die Südwand besitzt drei romanische Portale, die auf einen geplanten Klosterbau hindeuten.

## Ausstattung
Der heutige Steinaltar wurde 1980 aufgestellt. Unterhalb des Triumphbogens steht auf einem Balken eine spätgotische Kreuzigungsgruppe vom Anfang des 16. Jahrhunderts. Nahe dem Eingang ist ein romanisches Weihwasserbecken in die Wand eingemauert. In den Seitenapsiden befinden sich Gemälde aus dem 17. Jahrhundert, so Bildnisse der Schwarzen Madonna von Tschenstochau und des Heiligen Kreuzes. Teile der  Barockausstattung aus dem 18. Jahrhundert wie Beichtstühle mit Intarsien und Bänke sind erhalten. Die Kronleuchter des Hauptschiffs stammen aus den Jahren 1643 und 1929. Zahlreiche Gemälde und andere Kunstwerke der Kirche wurden in das Erzbischöfliche Archiv in Gniezno gegeben.